# Rodrigo Tapari
Rodrigo Gonzalo Tapari (Monte Grande, Argentina, 22 de diciembre de 1983) es un cantante y compositor argentino, reconocido principalmente por haber pertenecido a la agrupación de música tropical Ráfaga durante catorce años como vocalista. 
En 2017 abandonó el grupo para iniciar una carrera en solitario. En 2019 recibió su primera nominación a los Premios Gardel en la categoría de «Mejor artista masculino tropical» por su álbum Íntimo.

## Carrera

### Inicios yPopstars
Su carrera como cantante inició en 2002 gracias a su participación en el programa de telerrealidad Popstars, transmitido por Telefe. Este hecho lo llevó a ser seleccionado para reemplazar al cantante Ariel Puchetta en la agrupación de música tropical Ráfaga, quien en ese momento era su primer vocalista.

### Vocalista de Ráfaga
Rodrigo ingresó oficialmente a Ráfaga en 2003, siendo seleccionado entre muchos aspirantes. En 2004 salió al mercado el álbum de estudio Vuela y la agrupación se trasladó a Chile con el objetivo de realizar una gira para presentar a su nuevo cantante. El público chileno recibió de buena manera sus actuaciones con esta banda. Tras una extensa gira por Sudamérica y Europa, Ráfaga regresó a su Argentina natal para grabar el álbum de estudio Dueños del viento, publicado finalmente en 2006.
Tras lanzar un par de álbumes y realizar extensas giras, la banda publicó la canción «Una cerveza», estrenando su vídeoclip en YouTube con una masiva respuesta del público en esta popular plataforma. La canción, coescrita por el propio Rodrigo, se convirtió rápidamente en uno de los mayores éxitos de la agrupación, logrando fuerte repercusión en países como Chile, Perú y Bolivia.

### Carrera como solista
En noviembre de 2017 Rodrigo abandonó la agrupación Ráfaga tras liderarla durante 14 años, motivado por la idea de lanzar su carrera como solista. Durante su estancia colaboró en la composición de una gran cantidad de canciones, entre las que destacan «Bésame», «Muero de Frío», «Te dejo volver», «Déjame» y el mencionado éxito «Una cerveza», además de componer para otros artistas como Daniel Agostini y Código Fher. Por otra parte, el cantante Ariel Puchetta retornó a Ráfaga para volver a ocupar su puesto después de 14 años cuando Rodrigo lo ocupó en su reemplazo.
Rodrigo presentó a los integrantes de su nueva banda el 31 de diciembre de 2017 en la ciudad de Trujillo, en Perú, donde la popularidad del cantante es muy alta desde su experiencia con Ráfaga. Allí realizó el lanzamiento de los sencillos «Y para qué sufrir» y «Que ya no me llame». En el primer año de su carrera en solitario realizó presentaciones en países como Chile, Perú, Bolivia, Italia, España y Francia, finalizando con una gira por Japón, donde grabó el vídeoclip de la canción «Que ya no me llame».
En 2018, el artista firmó un contrato de distribución digital con la compañía argentina MOJO. En marzo del mismo año realizó una presentación titulada «Íntimo», en la que interpretó versiones acústicas de sus canciones más populares. La presentación fue grabada e incluida en un Extended Play del mismo nombre, con el que consiguió una nominación en la categoría de «Mejor artista masculino tropical» junto a referentes del género tropical argentino como Mario Luis, Néstor en Bloque, Iván Barrios y Daniel Cardozo, en los Premios Carlos Gardel. A mediados de 2019, Tapari se embarcó en una gira por territorio europeo, realizando varias presentaciones en España. En agosto llevó su show a Bolivia, país donde el artista goza de amplia popularidad, realizando presentaciones en ciudades como Oruro, Cochabamba y Santa Cruz de la Sierra.
Entre 2018 y 2019, el artista registró colaboraciones con María José Quintanilla, Verónica Ávila, Walter Encina, Karen Britos y La Doble V. A fines de 2019 lanzó su primer disco de estudio como solista llamado Es tan grande este amor.

### Participaciones en televisión
En 2020, Rodrigo participó en la quinta temporada del reality de canto Cantando por un sueño Argentina, primero como invitado acompañando a Gladys "La Bomba Tucumana", después, como participante en reemplazo con la también cantante Rocío Quiroz. Ambos obtuvieron el tercer lugar. 
En 2021, participó en la última temporada del polémico programa Showmatch siendo participante del también controversial segmento de talentos mixtos Showmatch: La Academia, primero como reemplazante del también cantante El Polaco en el Ritmo Música Disco, y finalmente como participante titular debutando en el Ritmo Cumbia hasta su eliminación en el Ritmo Homenajes con su musical-homenaje a la cantante Selena. 
Al despedirse, dedicó unas sentidas y emotivas palabras con dedicatoria a familiares y personas allegadas a él que ya no están en medio de la pandemia de coronavirus que, hasta hizo llorar de emoción al conductor de este polémico espacio, Marcelo Tinelli. 
Un año después, se integró al jurado de la segunda temporada del programa de canto Canta conmigo ahora, dónde compartió su labor con otros cantantes.

## Discografía

### Como solista

#### Álbumes de estudio y en vivo
| Año  | Título                  | Discográfica |
| ---- | ----------------------- | ------------ |
| 2018 | En vivo en Pasión 2018  | MOJO         |
| 2018 | En vivo                 | MOJO         |
| 2019 | Es tan grande este amor | MOJO         |
| 2020 | En vivo teatro gran rex | MOJO         |

#### Sencillos y EP
| Año  | Título                                            | Discográfica |
| ---- | ------------------------------------------------- | ------------ |
| 2018 | «Potro cordobés» (en vivo)                        | MOJO         |
| 2018 | «Íntimo» (en vivo)                                | MOJO         |
| 2018 | «Que Ya No Me Llame»                              | MOJO         |
| 2018 | «Y para qué sufrir»                               | MOJO         |
| 2018 | «Acá me tenés»                                    | MOJO         |
| 2019 | «En vivo almorzando con Mirtha Legrand» (en vivo) | MOJO         |
| 2019 | «Es tan grande este amor»                         | MOJO         |

## Colaboraciones
- 2018 - Mis canciones elegidas, de Verónica Ávila
- 2018 - «Necesito de Ti», con Verónica Ávila
- 2018 - «Nunca voy a olvidarte» (en vivo), con Karen Britos
- 2018 - «Muero de frío», con La Doble V
- 2019 - «Fue difícil», con María José Quintanilla[22]
- 2019 - «No hay lugar más alto», con Verónica Ávila
- 2019 - «Dos hombres y un destino», con Walter Encina
- 2023 - «Enemigo», con Luis Vega
- 2023 - «Bailando conmigo», con Luis Vega

## Filmografía
- 2020 - Cantando 2020 (Participante)
- 2021 - Showmatch La Academia (Participante)
- 2021 - Almorzando con Mirtha Legrand, con Juana Viale (Invitado)
- 2022 - Canta conmigo ahora (Jurado)
- 2022 - La divina noche de Dante (Invitado)
- 2023 - Lennons (Pueblerino)